# Ergom Automotive
PCMA S.p.A.  (acronyme de Plastic Components & Modules Automotive S.p.A.) est une entreprise issue du rachat du groupe ERGOM S.p.A. par le groupe FIAT en 2007, intégré dans sa filiale Magneti Marelli sous forme de division spécialisée dans la production de composants en matières plastiques complexes, moulés et injectés. Depuis la fusion des groupes FIAT et PSA en 2021, PCAM fait partie du groupe Stellantis,.

Les matières plastiques utilisées ont un haut standard technique et qualitatif : ABS, Polypropylène, PA 6 / 66 / 12, POM, Polyéthylène, PMMA, Polycarbonates, PPA, SBS / SEBS Caoutchoucs thermoplastiques et Polyuréthanes, PET, PC/ABS, PBT et autres, avec charges en fibre de verre ou minérales, Arnite.

## Histoire

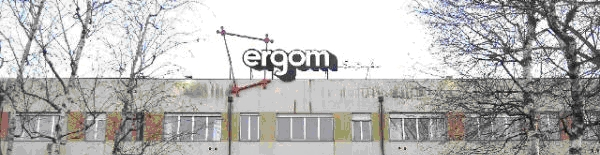
Le siège social d'ERGOM à Borgaro Torinese

Le groupe ERGOM Automotive S.p.A était une entreprise italienne spécialisée dans la production de composants automobiles en matière plastique et composites. Le début de l'activité remonte à 1972, lorsque la société ERGOM Materie Plastiche S.p.A est créée par l'industriel calabrais Francesco Cimminelli (* 1936 - † 2012) à Borgaro Torinese, près de Turin.
La société ERGOM Materie Plastiche S.p.A. a été créée par Francesco Cimminelli, pour la production de composants en matière plastique. Dès le début des années 1980, l'entreprise produit ses premiers composants moulés pour l'industrie automobile, sous forme de produits finis ou semi-finis, comme des réservoirs de carburant, embouts de raccordement de réservoir sur la carrosserie, tableaux de bords, pare-chocs, panneaux d'habillage intérieurs, revêtements de pédales, etc.
FIAT devient son premier client du fait de sa proximité géographique, ce qui permet à ERGOM de racheter, à la famille Agnelli, la société COMIND Sud et ses usines de Naples et de Pomigliano d'Arco. L’accord concerne la production de tableaux de bord pour voitures, pare-chocs et réservoirs de carburants. 
ERGOM S.p.A. poursuit son développement avec le rachat, à l'industriel napolitain Mario Maione, des sociétés Sirio Sud, Compla Sud S.p.A., Compla Sint et Faima ainsi que leurs sites de production de Melfi, Marcianise, Chivasso, Paliano, Atessa et Termini Imerese.
Suite à ces acquisitions, le chiffre d'affaires du groupe ERGOM croit fortement et permet à l'entreprise de devenir un acteur majeur, un des plus importants d'Europe de sa spécialité. L'entreprise, devenue un groupe industriel puissant, change d'appellation pour devenir Automotive System S.p.A.. La politique d'expansion continue et Automotive System, après le rachat d'autres sociétés, fusionne avec ERGOM Materie Plastiche S.p.A pour donner naissance au nouveau groupe ERGOM Automotive S.p.A.. 
Cette nouvelle étape marque une croissance forte sur les marchés étrangers liée à la présence des usines du groupe FIAT dans le monde. ERGOM devient un des leaders mondiaux de sa spécialité avec des implantations en Argentine, Brésil, Pologne, Turquie, France et en Inde.

### La crise des années 2000
Après la croissance exponentielle qu'a connue le groupe ERGOM durant la dernière décennie du XXe siècle, une page plus critique s'ouvre avec le nouveau millénaire lorsque le groupe doit réagir à la rapide baisse de la demande de FIAT Auto, son principal client qui, ayant perdu sa liberté d'action après son alliance avec l'américain General Motors, voit ses parts de marché baisser. La famille Cimminelli assiste, impuissante, à la faillite de son équipe de football, le Torino Football Club 1906 acquis en 2000, qui empêche, selon la loi italienne, toute injection de capitaux frais dans le groupe ERGOM.
En 2007, les organisations syndicales ouvrières des usines de la région de Naples, où est concentré le plus grand nombre de salariés du groupe en Italie, entament une grève de plusieurs jours qui bloque toutes ses productions avec l'interruption inévitable du montage des automobiles chez ses clients, le groupe FIAT notamment dans ses usines de Pomigliano d'Arco où sont produites les Alfa Romeo et Termini Imerese où sont produites les Lancia Ypsilon. L'État italien doit intervenir en la personne du Ministre de l'Industrie, Pier Luigi Bersani, pour trouver un compromis à ce conflit.
Bien que sollicité, le groupe FIAT Auto n'intervient pas directement dans cette négociation si ce n'est pour confirmer les engagements pris entre les deux groupes sur le niveau des commandes en cours et à venir.

### Le rachat par le groupe FIATviaMagneti-Marelli
À la suite de ce conflit majeur qui voit le groupe ERGOM Holding S.p.A. devoir indemniser ses clients pour les dommages subis, en août 2007, le président d'ERGOM remet sa démission. La réponse de Sergio Marchionne, directeur général du groupe FIAT, est immédiate et se traduit par le rachat d'ERGOM. Le 6 décembre 2007, FIAT Group annonce officiellement le rachat d'ERGOM et son intégration dans le groupe Magneti-Marelli, sa filiale équipementière automobile. 
Le montant de la transaction n'est pas connu mais il serait symbolique attendu que l'indemnité due par ERGOM à son principal client était de 100 millions d'€uros. La décision du groupe FIAT de reprendre le groupe ERGOM montre l'importance stratégique que l'entreprise accorde à la fabrication des automobiles et son attachement à cette activité. Le rachat a été soumis à l'autorisation des autorités antitrust italiennes et européennes qui n'ont pas élevé d'objection particulière à la transaction.
Le groupe FIAT, à travers sa filiale spécialisée équipementière automobile Magneti-Marelli, prend l'engagement d'assainir les finances d'ERGOM avec des investissements productifs importants pour relancer sa compétitivité et lui donner de nouveaux débouchés auprès d'autres constructeurs importants, le groupe FIAT Auto représentant 65 à 70 % de son activité en 2007. La production des usines de Naples et Marcianise est transférée sur le site voisin de Pomigliano d'Arco où une nouvelle usine est entrée en service le 2 mars 2008.
Le groupe PCMA dispose de 16 sites de production répartis sur 3 continents :
- Europe : Italie et Pologne,
- Asie : Turquie,
- Amérique Latine : Brésil.

## Données financières du groupe ERGOM
- Chiffre d'affaires : 540 M €  en 2007[5],
- Salariés : 4 000 en 2007 dans le monde dont 1 300 en Italie,
- Sites de production : 11 usines dont 7 en Italie,
- Centres R&D : 4.

Le groupe ERGOM comprend d'autres sociétés dont, parmi les plus importantes : ERGOM Soffiaggio à Leno, Sistema Compositi, ainsi que la compagnie aérienne Air Vallée.